# 데르나 전투
데르나 전투(Battle of Derne)는 제1차 바르바리 전쟁 기간 미국 해군이 파견한 군대가 이끄는 용병군이 트리폴리를 상대로 결정적인 승리를 거둔 전투이다. 이 전투는 미국이 해외에서 최초로 승리를 거둔 상륙전이다.

## 배경
오스만 제국의 독립 채산 주였던 트리폴리와의 개전에 따라 미국 해군은 무력 제재를 가하기 위해 출격하였다. 해상 봉쇄와 함포 사격으로 트리폴리 측의 근거지의 제압을 시도했던 트리폴리 항구 전투에서의 작전이 트리폴리 측의 지리적 이점을 살린 강력한 저항에 부딪쳐 프리깃을 상실하고 손해에 비해서는 실익을 그다지 얻지 못했다.
이전부터 트리폴리 측의 지배 계급의 불화에 눈독을 들이고 있던 전 튀니스 미국 영사에게 미국 육군 윌리엄 이턴 장군은 보다 직접적인 해결을 위해 함대에 미국 해병대 선발대를 이끌었다. 그는 트리폴리 측의 근거지를 점령하고, 파샤이자 동생 유사프 카라만리를 억류하고, 이집트에 망명했던 해밋 카라만리를 옹립하는 전략을 제안했다. 이 때 이턴 장군은 100명 정도의 미국 해병대를 파견하고, 함대 사령관이었던 새뮤얼 배론을 요구했지만, 7명 밖에 파견이 인정되지 않았다.
1804년 튀니스의 전 영사 윌리엄 이턴은 ‘바르바리 국가의 해군 대리인’(Naval Agent to the Barbary)이라는 직함으로 지중해로 돌아왔다. 이턴은 해밋 카라만리의 지위를 복원시켜 놓으라고 미국 정부로부터 승인을 받았다. 해밋 카라만리는 트리폴리의 정당한 왕위 계승자였으며, 그의 형제 야시프 카라만리에 의해 폐위되었다. 해밋이 그곳으로 돌아오자마자 이턴은 이집트에서 망명해 있는 해밋을 찾았다. 그를 정착시킨 다음, 이턴은 그에게 왕위를 되찾아 주겠다는 제안을 했고, 망명 생활을 하던 해밋도 이턴의 계획에 찬성을 했다.
지중해 사령관으로 샐 임명을 받은 새뮤얼 배론 함장은 이턴에게 노틸러스호, 호넷 호, 아르고스 호로 지원을 했다. 이 세 척은 해안에 포격 지원을 할 예정이었다. 노틸러스호는 올리버 해저드 페리가, 호넷 호는 새뮤얼 에반스가, 아르고스 호는 아이작 헐이 각각 지휘하고 있었다.
미국 해군 파견 분대는 프레슬리 오배넌 상중위가 지휘하고 이턴에게 맡겨진 것이었다. 이턴과 헐은 작전기지를 이집트 알렉산드리아에 만들었다. 그곳에서 해밋 카라만리의 도움을 받아 500여명의 아랍계 그리고 그리스 용병을 모집했다. 이턴은 자신이 이들 연합군의 총사령관과 장군이 되었다.
1805년 3월 6일, 이턴 장군은 군대를 이끌고 리비아 사막 800km를 건넜다. 그들의 목적지는 사이레나이카 지방의 주도 데르나 항구도시였다. 그곳에 도착하면 보급품과 돈이 용병에게 지급될 것이었다. 50일에 걸친 행군을 하는 동안 이턴은 기독교 용병과 200 ~ 300명에 이르는 이슬람 용병들 사이에 불화를 우려했다. 최악의 경우 반란이 원정의 성공을 망칠 수 있었기 때문이다. 3월 10일과 18일 사이, 여러 명의 아랍계 낙타몰이군이 세이크 엘 타히브의 주동으로 마소우아 성의 성지에 도착하기 직전에 난동을 일으켰다. 4월 8일, 이집트에서 리비아 트리폴리로 국경을 넘자마자 이턴은 난동을 진압했다. 마침내 이들 군대는 4월 말에 데르나에서 북쪽 해안을 따라 위치한 봄바의 항구 도시에 도착을 했다. 이곳에는 아이작 헐 대위가 이끄는 아르고스 호와 노틸러스 호 그리고 호넷 호가 대기하고 있었다. 이곳에서 이턴이 이끄는 군대는 보급품과 용병들에게 돈을 지급했다.

## 전투
4월 26일 아침, 이턴은 무스타파 베이 데르나 지사에게 도시의 통과와 보급품을 요구하는 편지를 보냈다. 이턴도 이런 요구를 수용할 것이라고 생각지 않았다. 전하는 바에 의하면 무스타파는 "내 목 말이냐? 네 목 말이냐?"라는 회신을 했다고 한다. 4월 27일 아침, 이턴은 데르나에 8문의 대포가 있는 것을 확인했으며 많은 이들이 해밋을 지지해줄 것이리고 생각했다. 아르고스 호는 기습에 사용하기 위해 해안으로 대포를 보냈다. 헐의 배에서 포격이 시작되었고 데르나의 대포에 한시간가량 포탄을 퍼부었다. 이턴 장군은 군대를 두 개로 나눠 기습조를 준비했다. 해밋이 트리폴리로 가는 길목을 차단하기 위해 아랍계 용병을 한 조를 이끌어 넘서쪽으로 가고, 이후 시의 좌측에서 수비가 약화된 궁전 방어를 격파할 계획이었다. 그사이 이턴은 나머지 용병들과 해병대를 이끌고 항구의 요새를 치면 헐과 다른 함선들이 포격을 가해 요새의 중장비 대포를 무력화시킬 예정이었다.
오후 2시 45분 오배넌 중위와 해병대가 앞장서서 기습을 시작했다. 오배넌은 해병대와 50명의 그리스 포병을 지휘하여 아르고스 호에서 포격을 시작했다. 45분 뒤쯤에 승무원들이 떠나자 유효탄이 줄어들었다. 항구의 방비는 강화되어 있었고 기습이 잠시 멈칫해졌다. 그러나 이것으로 아랍계 용병들이 도시 서쪽 부분에서 트리폴리로 향하는 도로를 차단하기에는 충분했다.
이턴은 용병군들이 적들의 총격에 당황하는 것을 보았고, 유일한 타개책은 돌진하는 것뿐이었다. 이때 그는 손목에 총탄을 맞아 중상을 입었다. 아르고스 호에서 헐은 해병대와 용병들이 계속 쏟아지는 총탄을 뚫고 상륙하는 것을 지켜보았다. 함대는 돌진을 감행하는 동안 포격을 멈추었다. 이턴은 "오배넌과 해병대와 용병들이 가옥의 벽에서 쏟아지는 머스킷 총탄을 뚫고 포대를 장악했다"라고 보고했다.
수비병들은 포탄 장전을 마치고 쏠 준비가 된 대포조차 내팽개치고 황급히 도주를 했다. 이턴이 포획한 대포를 시내로 돌려 포격을 퍼붓자 오배넌은 미국 깃발을 게양했다. 해밋의 군대는 그동안 관청을 접수하고 시의 서쪽 부분을 확보했다. 항구 요새의 많은 수비병들이 시내를 통해 해밋 군이 있는 쪽으로 계속 퇴각을 계속했다. 오후 4시경, 시내 전체가 함락되었다. 최초로 대서양의 맞은 편에 미국의 깃발이 날리는 순간이었다.

## 영향
데르나 전투는 미국 독립 전쟁 이후 최초로 기록된 해외에서의 육상전이다. 이것은 비록 이턴이 리어 영사와 베이(왕) 사이에 소위 모종의 합의가 있었음에 분노를 했지만, 제1차 바르바리 전쟁에서의 결정적인 작전이었다. 미군이 트리폴리 측의 최대 근거지인 트리폴리를 공략했기 때문에, 유사프 카라만리는 지금까지 강경한 태도를 누그러뜨렸고, 트리폴리 항구의 전투에서 좌초해 나포된 프리깃 대원 몸값 60,000 달러에 대한 대가로 "향후 미국 선박에 대해 통행료를 부과하지 않고 안전한 항해를 보장한다"는 미국의 요청을 수락했기 때문에 1805년 6월 10일, 강화 조약이 체결되어 제1차 바르바리 전쟁은 끝나게 된다.
또한 이 전투는 미국 해병대에 첫 해외 파견에서 본격적인 전투였고, 결정적인 전력 차이를 뒤집고 승리를 거둔 프레슬리 오배넌의 지휘관으로서의 공적과 함께 해병대 찬가의 가사 "To the shores of Tripoli"에 반영되어 오늘날까지 전해지고 있다.
또한 전장에서 직접 지휘봉을 잡았던 프레슬리 오배넌은 전투 후 해밋 카라만리로부터 그 용맹을 칭송받았다. 해밋 카라만리는 자신의 맘루크 칼을 그에게 하사했다. 이때 오배넌이 카라만리로부터 받은 맘루크 칼을 개량한 것이 M1875로 채용되어 한 때를 제외한 현재에 이르기까지 의례용 범위에 머물지 않고, 전투용으로도 사용되는 미국 해병대 장교의 제식 장비가 되었다.